# Pyrausta unipunctata
Pyrausta unipunctata is een vlinder van de familie van de grasmotten (Crambidae). De wetenschappelijke naam van deze soort is voor het eerst voorgesteld door Arthur Gardiner Butler in een publicatie uit 1881.
De soort komt voor in Japan.